# Albert Graefle

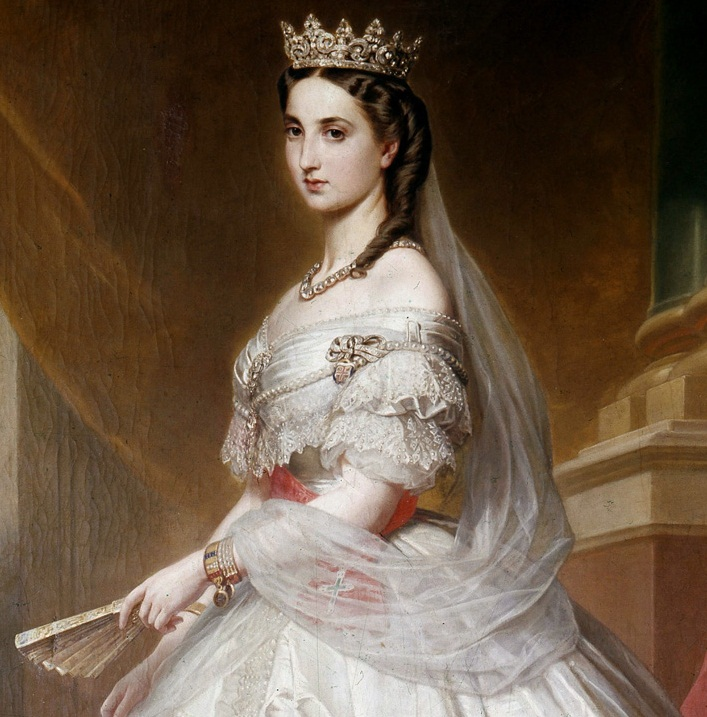
L'impératrice Charlotte par Albert Graefle. 1860

Albert Graefle, né le 2 mai 1807 à Fribourg-en-Brisgau et décédé le 27 décembre 1889 à Munich est un peintre de cour badois.

## Biographie
Ses parents l'envoie au gymnasium puis à l'université de Fribourg où il étudie la philosophie. En même temps il y prend des cours de dessin d'après nature avec le peintre Franz Joseph Zoll (1770-1833). Il se rend ensuite à Munich où il travaille, à l'Académie des beaux-arts avec Franz Xaver Winterhalter , Peter von Cornelius et Julius Schnorr von Carolsfeld. Il peint entre autres, dans le style historiciste la Consécration de l'archevêque Gebhard von Zäringen en 1084 (1832), Ossian et Malvina (1834), le Mariage du margrave Rudolf von Baden avec la comtesse Kunigunde von Eberstein (1835).
En 1840, il se rend à Paris. Il participe au Salon de 1845 où il reçoit une médaille d'or de Louis-Philippe Ier. Il effectue ensuite un voyage en Allemagne : il produit des œuvres à Berlin, Düsseldorf et Munich avant de se fixer à  Karlsruhe. En 1848, il peint des paysages d'Alsace et de la Forêt-Noire puis se rend en Angleterre à la demande de la reine Victoria. L'année suivante il est à Paris le 18 octobre, jour du décès de Frédéric Chopin. Il réalise le portrait mortuaire du compositeur.
En 1852, Albert Graefle fonde une école d'art à Munich. Il réalise des natures mortes, des tableaux de genre et une série de portrait de célébrités de son temps : la reine Victoria, la Grande-Duchesse et le Grand-Duc de Bade, le prince héritier Friedrich Wilhelm et la princesse de Prusse, l'empereur et l'impératrice du Mexique, le comte de Quadt-Wykradt-Isny et sa femme, etc. On lui doit aussi des retables et son tableau le plus célèbre montrant Ludwig van Beethoven et ses intimes (Die Intimen bei Beethoven).
Le roi Louis II lui confie diverses commandes, notamment des portraits au pastel de personnages des règnes de Louis XIV et ses successeurs, dans les cabinets d'angle du château de Linderhof.